# Turkije op de Olympische Zomerspelen 1908
Het Ottomaanse Rijk was met een atleet uit Turkije aanwezig op de Olympische Zomerspelen 1908 in Londen, Engeland. Het was de eerste erkende deelname van het land hoewel Griekse atleten afkomstig uit Ottomaanse vestigingen eerder onder de Griekse vlag deelnamen.

## Resultaten per onderdeel

### Turnen
| Onderdeel       | Plaats   | Turner        | Score    |
| --------------- | -------- | ------------- | -------- |
| Mannen meerkamp | Onbekend | Aleko Moullos | Onbekend |

Argentinië · Australazië · België · Bohemen · Canada · Denemarken · Duitsland · Finland · Frankrijk · Griekenland · Groot-Brittannië · Hongarije · Italië · Nederland · Noorwegen · Oostenrijk · Rusland · Turkije · Verenigde Staten · Zuid-Afrika · Zweden · Zwitserland